# Cleistocactus roezlii
Cleistocactus roezlii ist eine Pflanzenart in der Gattung Cleistocactus aus der Familie der Kakteengewächse (Cactaceae). Das Artepitheton ehrt den tschechischen Botaniker Benedict Roezl.

## Beschreibung
Cleistocactus roezlii wächst strauchig bis baumförmig mit mehreren, mehr oder weniger aufrechten, säulenförmigen, graugrünen Trieben und erreicht bei Durchmessern von 4,5 bis 6 Zentimetern Wuchshöhen von 1 bis 3 Metern. Es sind 7 bis 14 gekerbte Rippen vorhanden. Die darauf befindlichen Areolen stehen nicht eng beieinander. Blühfähige Areolen sind mit zahlreichen Borsten besetzt. Der graue, abstehende oder abwärts gerichtete Mitteldorn ist 2 bis 6 Zentimeter lang. Die 9 bis 14 (gelegentlich auch mehr) Randdornen sind hellbraun und bis 1 Zentimeter lang.
Die roten, etwas schiefsaumigen Blüten sind an der Spitze etwas gebogen. Sie sind 6 bis 7 Zentimeter lang und weisen Durchmesser von bis 2 Zentimetern auf. Die kugelförmigen, gelben oder rötlich orangefarbenen Früchte erreichen Durchmesser 2 von bis 4 Zentimetern.

## Verbreitung und Systematik
Cleistocactus roezlii ist in der peruanischen Region Lambayeque verbreitet.
Die Erstbeschreibung als Cereus roezlii erfolgte 1897 durch Karl Moritz Schumann. Curt Backeberg stellte die Art 1936 in die Gattung Cleistocactus. Weitere nomenklatorische Synonyme sind Borzicactus roezlii (F.Haage ex K.Schum.) Backeb. (1937), Borzicactus sepium var. roezlii (F.Haage ex K.Schum.) Borg (1937) und Seticereus roezlii (F.Haage ex K.Schum.) Backeb. (1949).

## Nachweise